# 洛什基夫齊

49°2′33″N 26°52′4″E / 49.04250°N 26.86778°E
洛什基夫齊（烏克蘭語：Лошківці）是位於烏克蘭西部赫梅利尼茨基州裏卡緬涅茨-波多利斯基區的村莊，面積2.74平方公里，海拔高度295米，2001年人口1,080，人口密度每平方公里394.9人。